# Rue Manin
La rue Manin est une voie située dans les quartiers du Combat et d'Amérique du 19e arrondissement de Paris, en France.

## Situation et accès
La rue Manin marque le pourtour ouest et nord du parc des Buttes-Chaumont entre l'avenue Simon-Bolivar et la rue de Crimée. Elle passe au-dessus de la ligne de Petite Ceinture et se poursuit ensuite vers le nord-est jusqu'à la place du Général-Cochet.

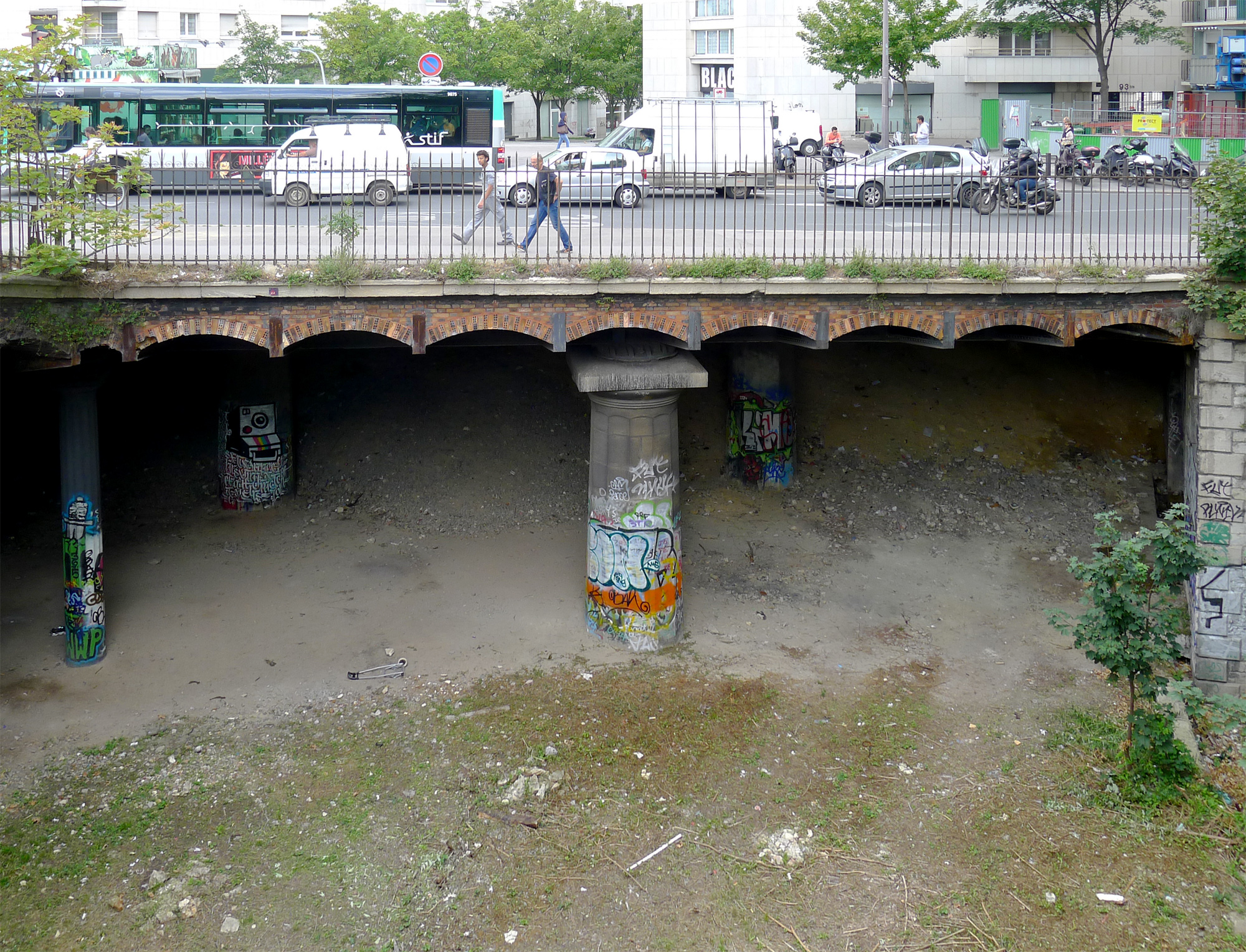
La ligne de Petite Ceinture passant sous la rue Manin.

## Origine du nom
Elle porte le nom de l'homme d'État italien Daniele Manin, mort en exil à Paris en 1857.

## Historique
La rue Manin est ouverte le 28 juillet 1862 entre l'avenue Simon-Bolivar et la rue de Crimée, c'est-à-dire uniquement sur le pourtour du parc des Buttes-Chaumont. Son tracé est étendu par la suite, en 1864, lors de la construction de l'embranchement ferroviaire reliant la ligne de Petite Ceinture aux abattoirs de La Villette (qui passe alors à l'emplacement de l'actuelle allée Darius-Milhaud, globalement parallèle).
Son tronçon de la rue d'Hautpoul à la rue des Carrières d'Amérique est approximativement à l'emplacement de la partie de l'ancien « chemin de l'Amérique » ou « chemin des Carrières » dans le prolongement de cette rue. Ce chemin en bordure des carrières d'Amérique formait la limite des anciennes communes de La Villette et de Belleville.
Anciennement nommée « rue de Mexico », elle porte depuis 1880 le nom de « rue Manin ».
Le 23 mars 1918, durant la Première Guerre mondiale, un obus lancé par la Grosse Bertha explose au pont Chaumont, rue Manin. D'autres obus explosent au no 3 le 24 mars, au no 121 le 31 mars.

## Bâtiments remarquables et lieux de mémoire
- Mairie du 19e arrondissement, sur la place Roger-Madec.

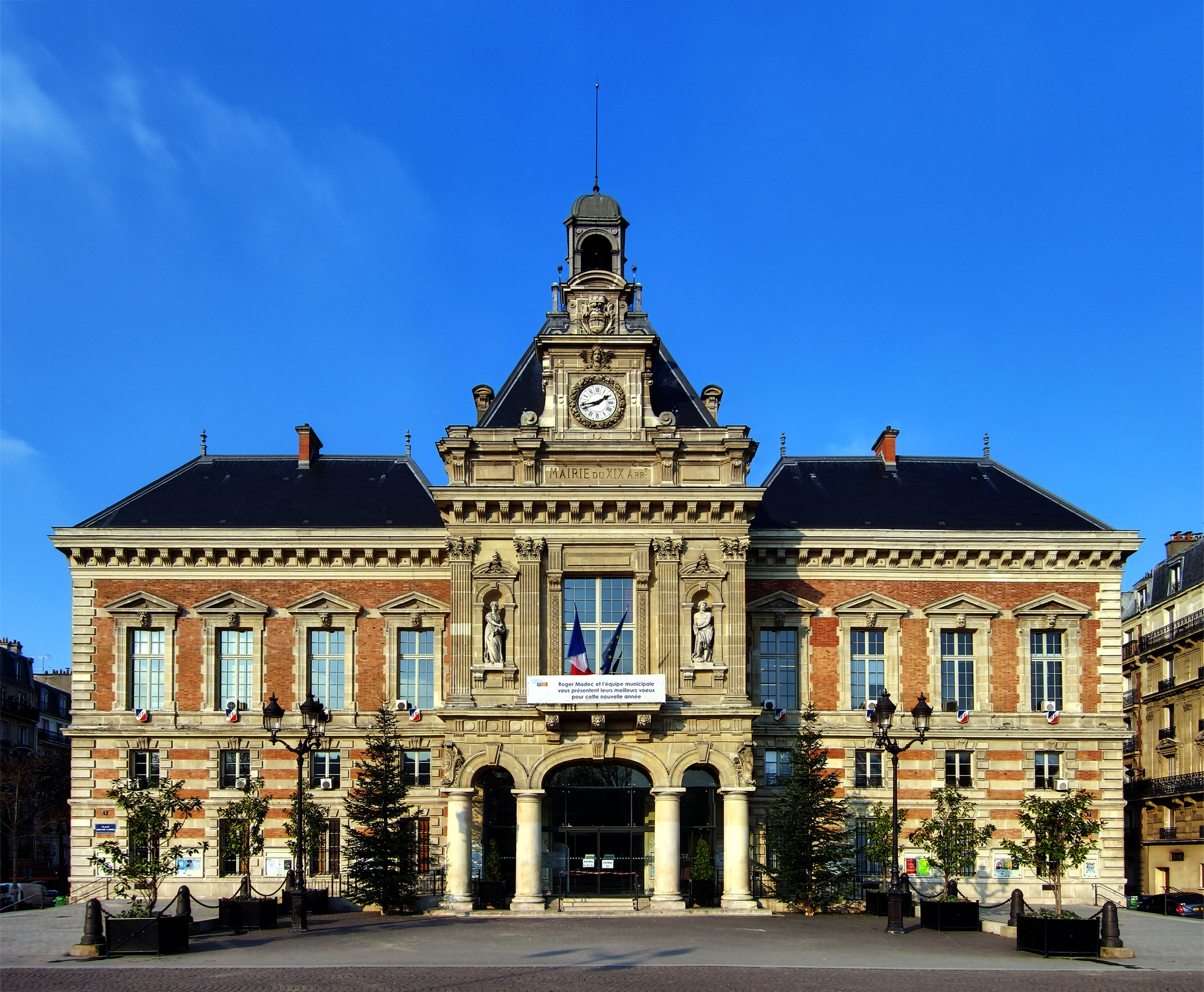
Mairie du 19e.
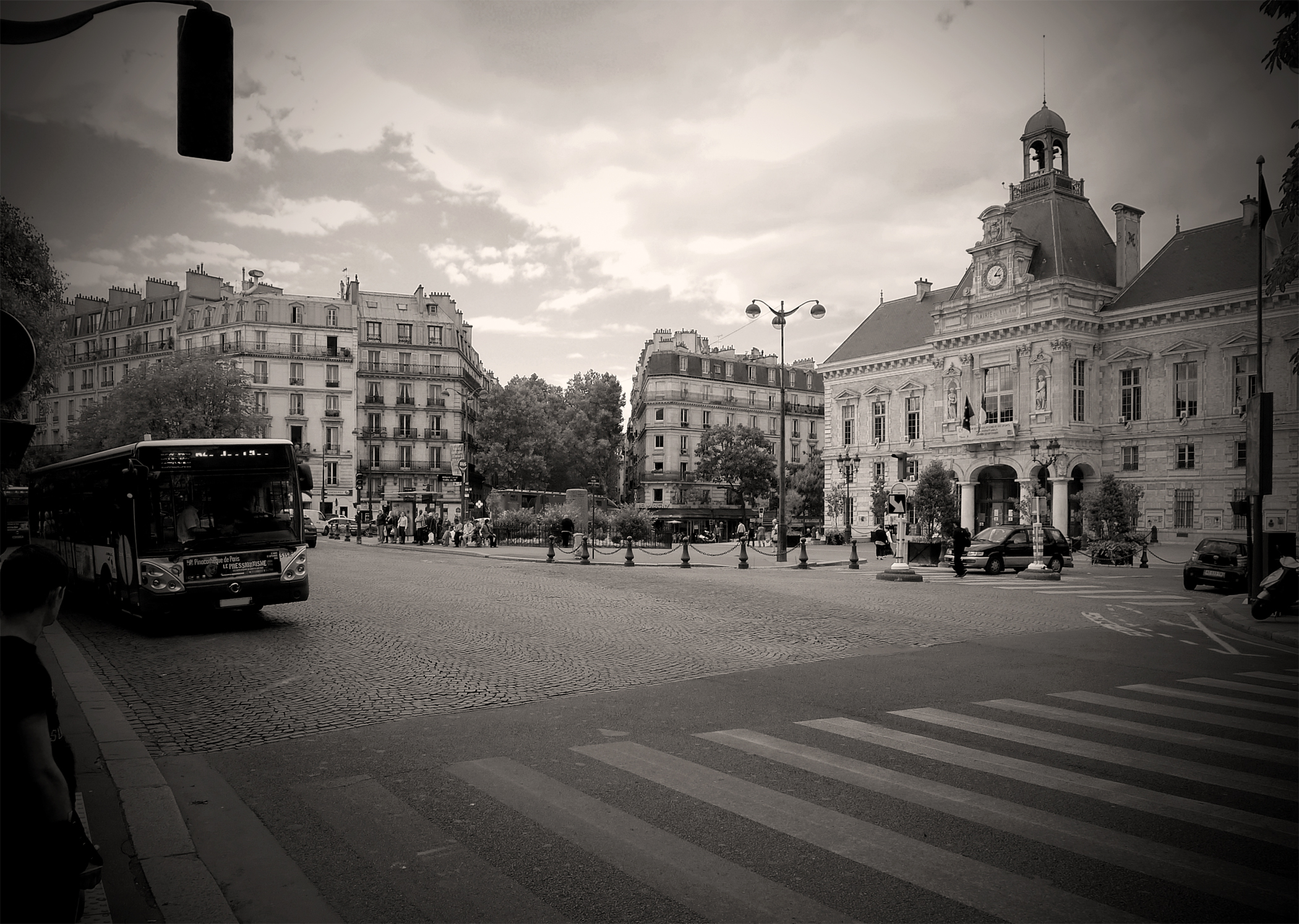
Place Roger-Madec.

- No 55 : église luthérienne Saint-Pierre, construite par les architectes Jean Naville et Henri Chauquet, inaugurée en 1924[3], membre de l'Église protestante unie de France.

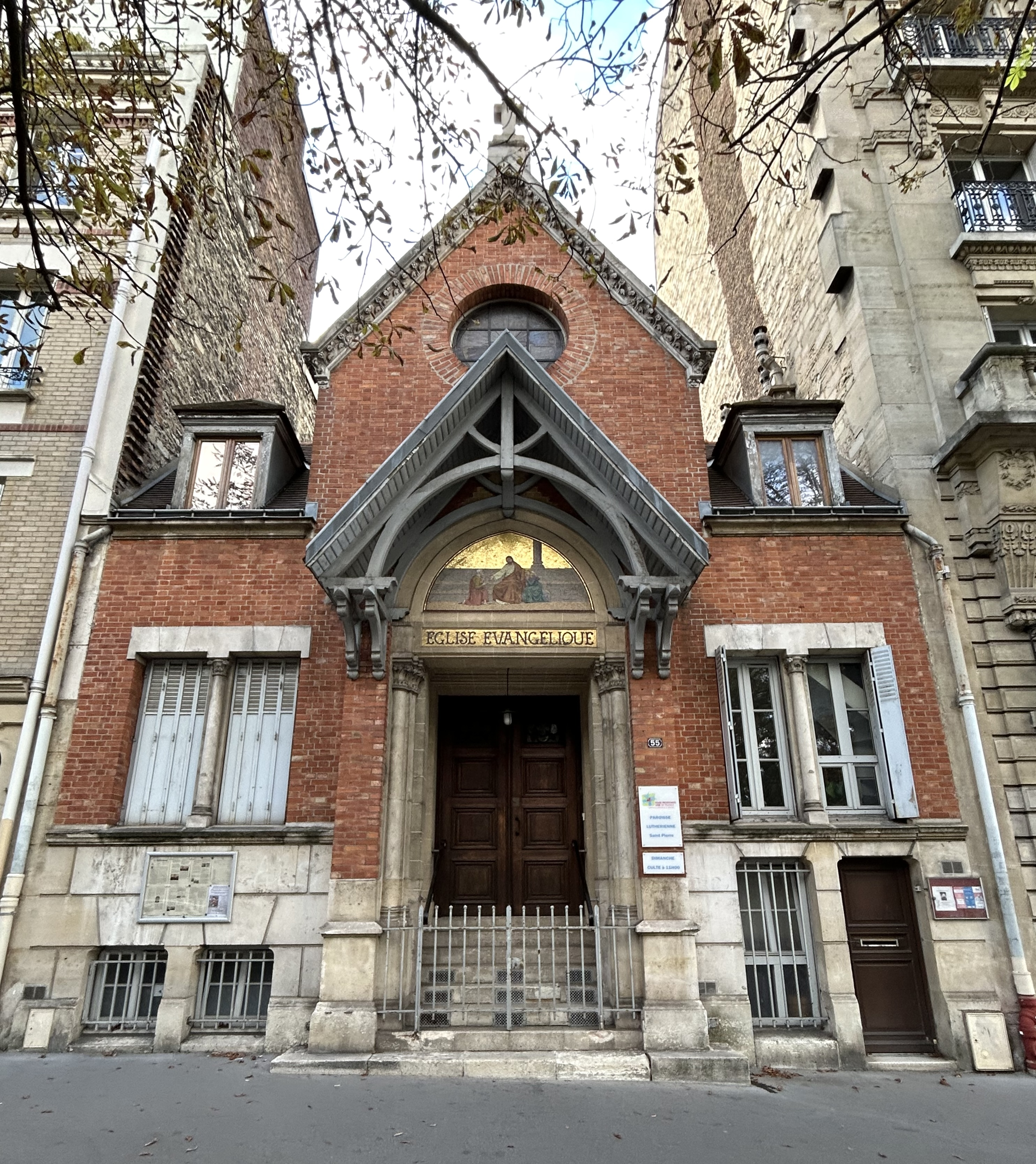
Église luthérienne Saint-Pierre.
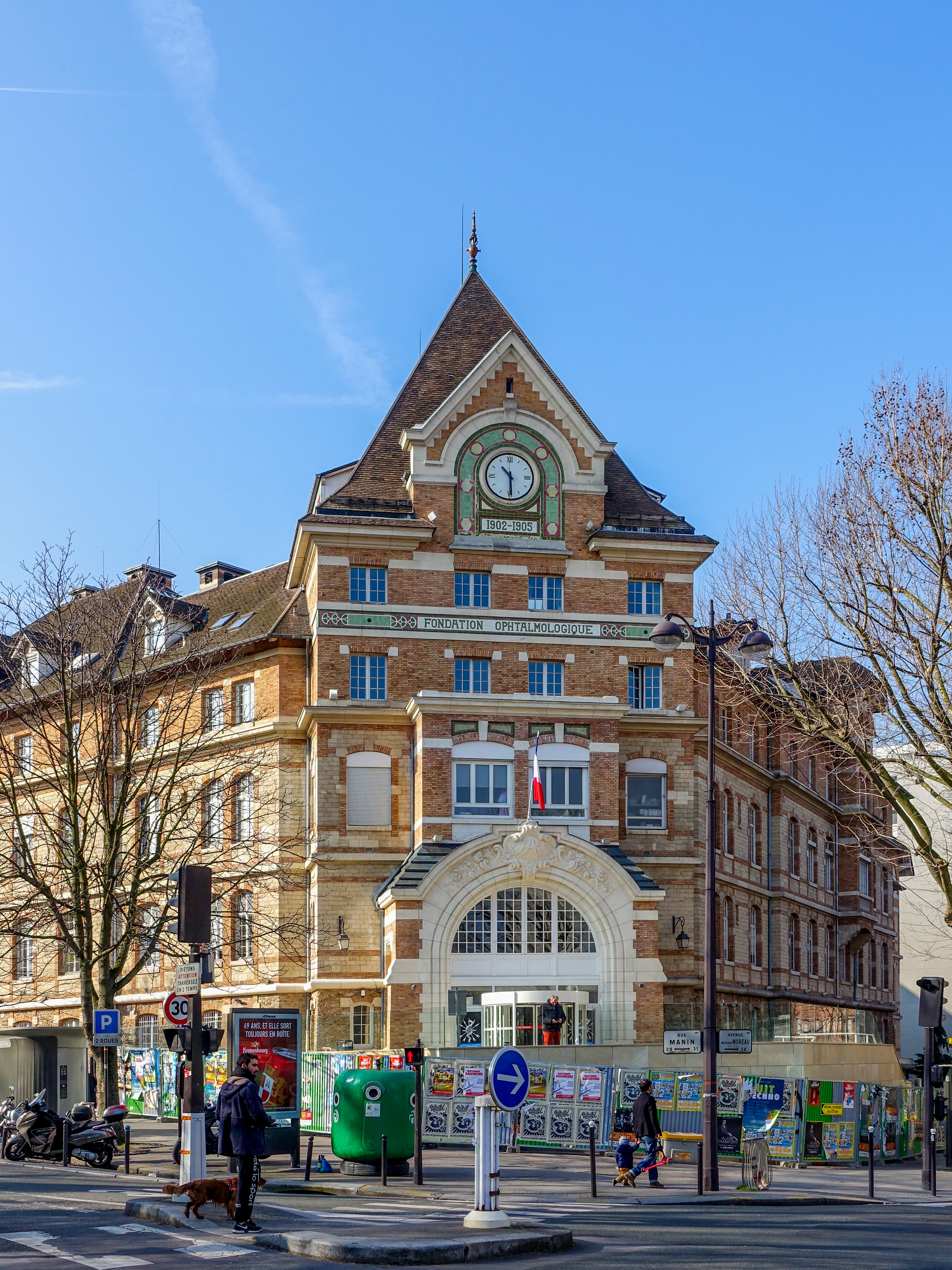
Fondation Adolphe-de-Rothschild.

- No 40 : ancienne école primaire, qui accueille le lycée Georges-Brassens[4], fermé en 2023[5].
- Nos 38 bis : fondation Louise-Koppe, qui a accueilli l'une de ses maisons maternelles[6].
- Nos 27 et 29, à l'angle avec l'avenue Mathurin-Moreau : fondation ophtalmologique Adolphe-de-Rothschild.
- Entre les nos 17 et 19, présence d'un passage en escalier permettant de relier la rue Manin à la butte Bergeyre.

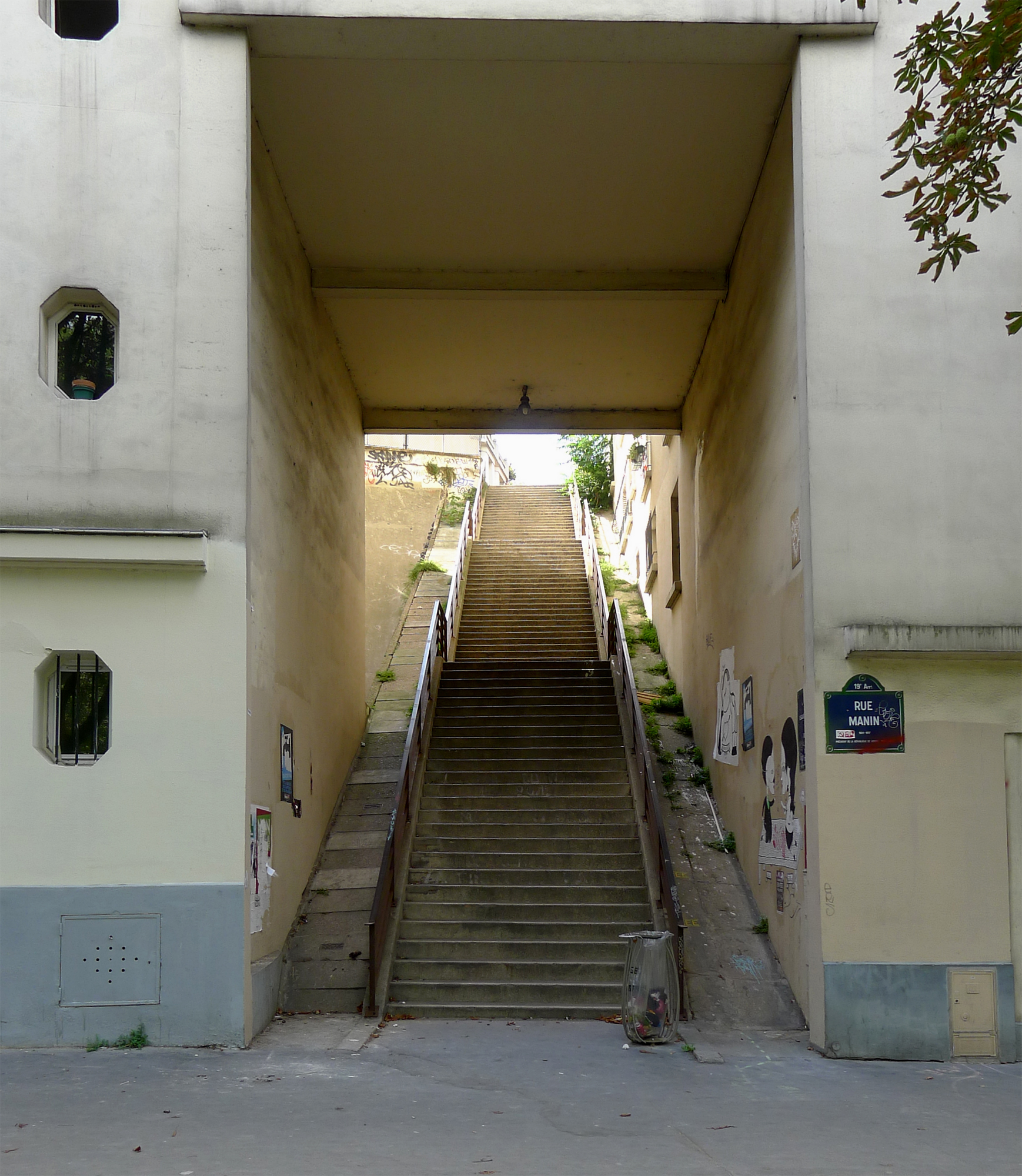
Passage en escalier.
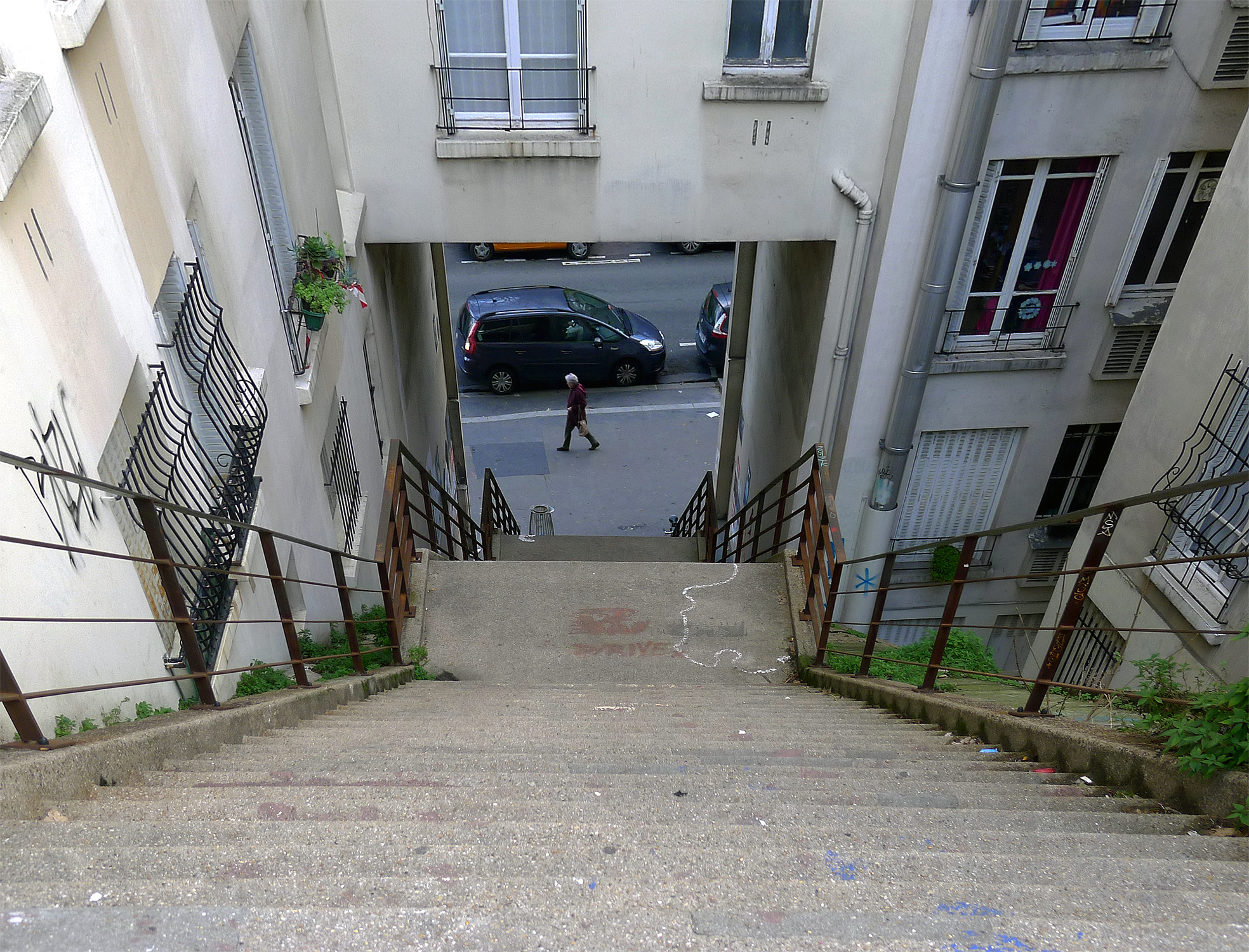
Le même escalier vue de la butte Bergeyre.

- Parc des Buttes-Chaumont.

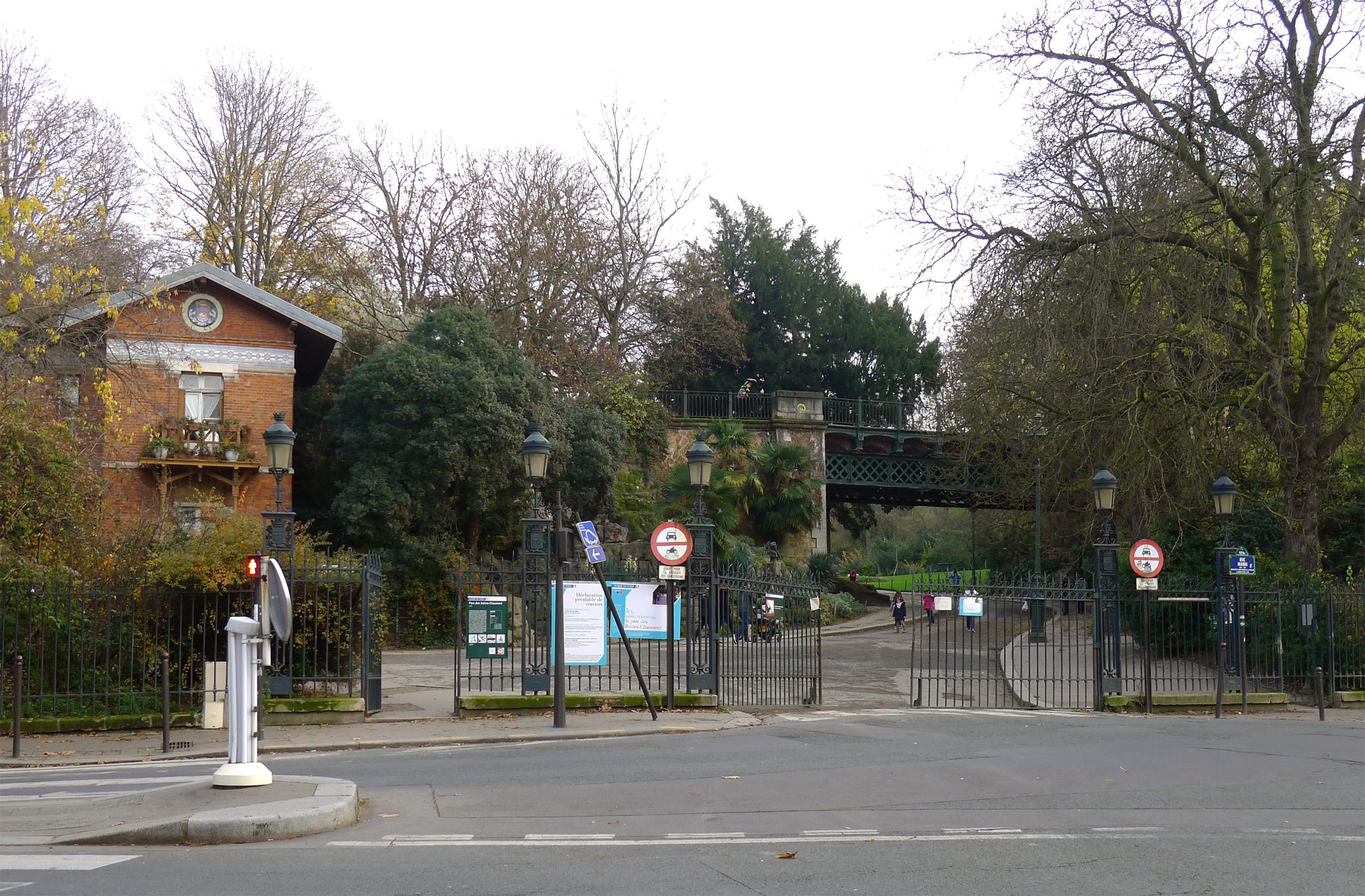
Entrée du parc des Buttes-Chaumont.

- No 6 : Plaque en hommage au républicain espagnol Domingo Tejero Pérez sur les grilles du Parc des Buttes-Chaumont.

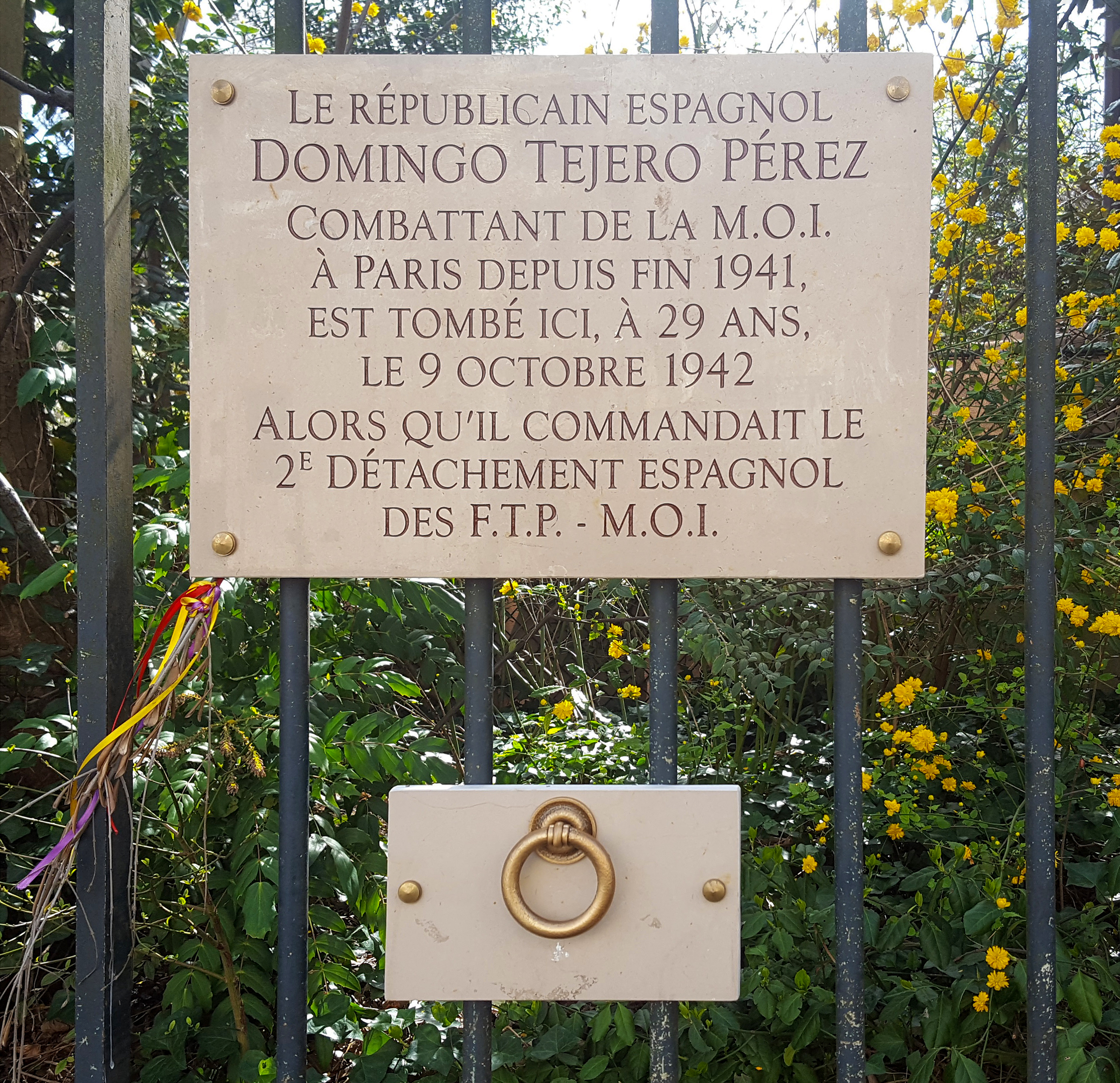
Plaque en mémoire de Domingo Tejero Pérez.

- No 5 : Paul Verneyras y habitait.
- No 1 : à l'angle de l'avenue Simon-Bolivar, grande fontaine Wallace.

Autres vues
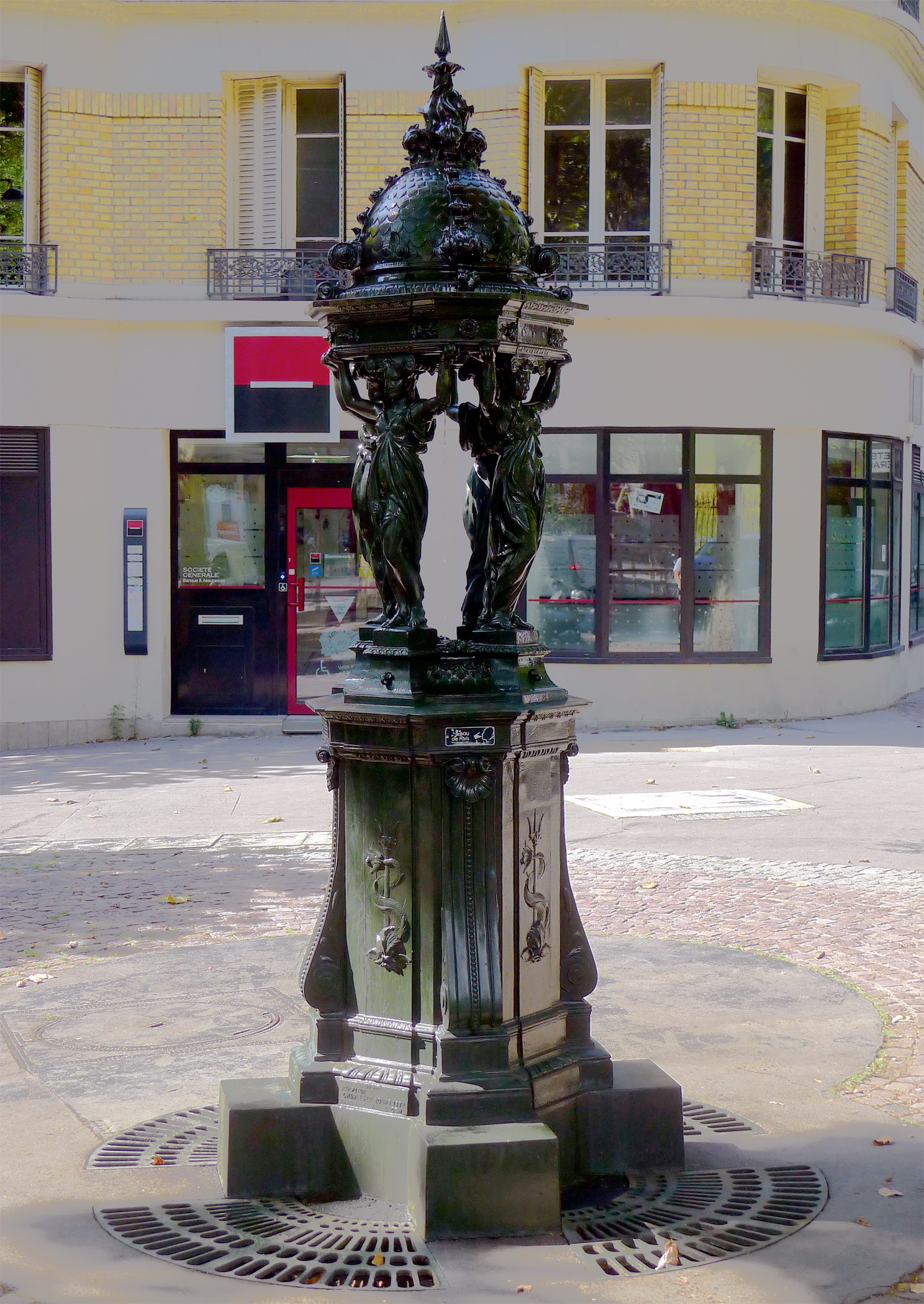
Fontaine Wallace.
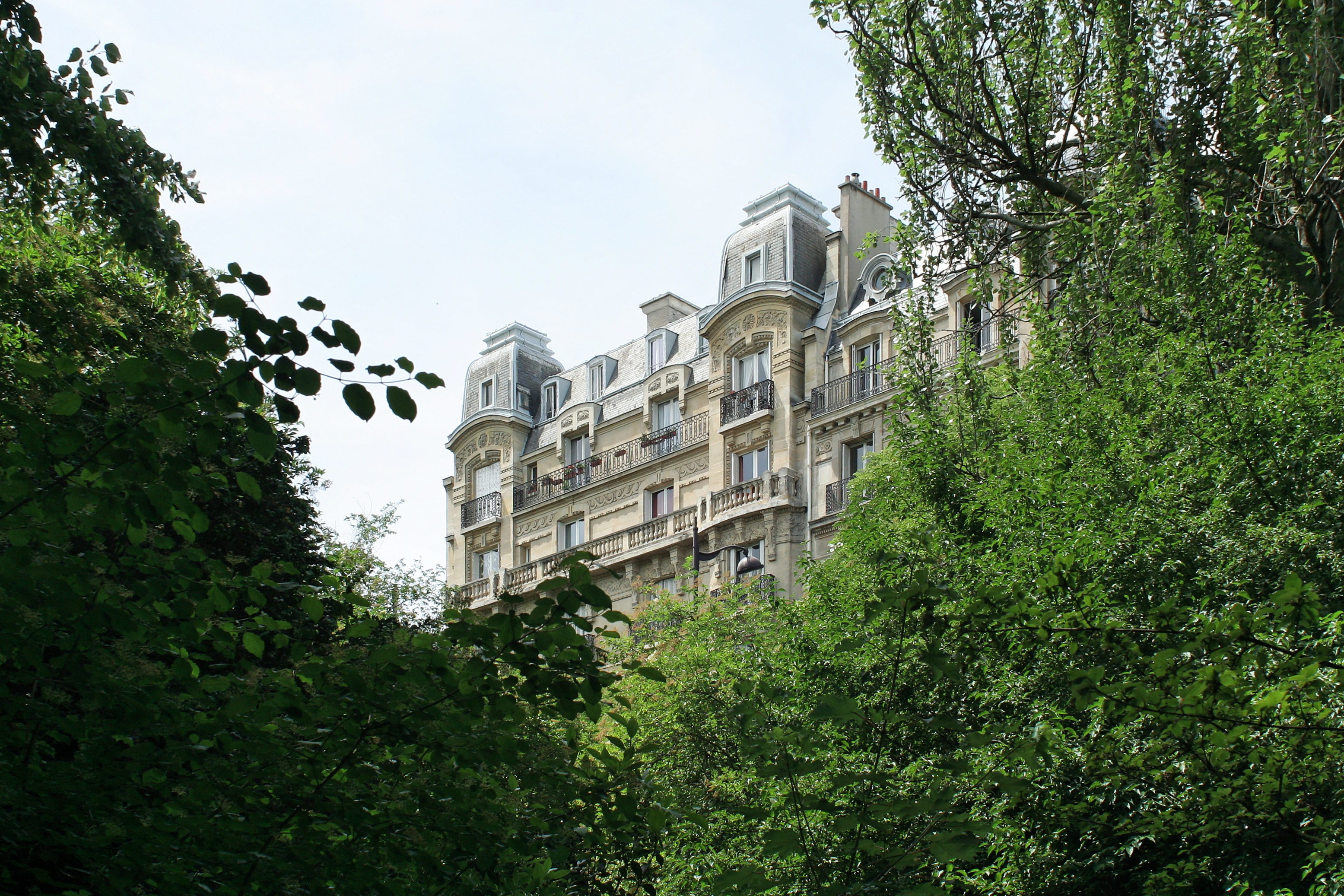
Immeubles de la rue Manin vus depuis le parc des Buttes-Chaumont.

- Cimetière de la Villette, 46 rue d'Hautpoul.